# Odontocera septemtuberculata
Odontocera septemtuberculata är en skalbaggsart som beskrevs av Dmytro Zajciw 1963. Odontocera septemtuberculata ingår i släktet Odontocera och familjen långhorningar. Inga underarter finns listade i Catalogue of Life.